# 湯浅慎一
湯浅慎一（湯浅愼一、ゆあさ しんいち、1938年10月5日- 2022年2月28日）は、日本の哲学者、京都府立医科大学名誉教授。

## 略歴
北海道生まれ。上智大学法学部卒業、同大学院文学研究科修士課程修了。ドイツ・ケルン大学法学部卒業（1969年法学博士）。ドイツ・ケルン大学哲学部卒業（197６年哲学博士）。信州大学教育学部助教授、京都府立医大学教授、2002年定年退官、名誉教授、大阪樟蔭女子大学教授を務めた。

## 著書
- 『不思議な国の不思議な文化 日本人と西欧人』太陽出版 1978
- 『知覚と身体の現象学』太陽出版 1978
- 『愛と価値の現象学 生産主義的存在論を超えて』太陽出版 1979
- 『「考える」とは何か 青年のための哲学と倫理』太陽出版 1980
- 『ラインからきた妻と息子』文化出版局 1982　のち中公文庫
- 『知覚と身体の現象学 身体の意味とそのメタモルフォーゼ』太陽出版 1984
- 『身体の現象学』世界書院 1986
- 『フリーメイソンリー その思想、人物、歴史』1990 中公新書
- 『日本はなぜ孤立するのか 西欧との比較にみる日本の強さと弱さ』太陽出版 1993
- 『日常世界の現象学 身体の三相構造の視点から』太陽出版 2000
- 『「考える」とは何か 科学論から倫理学まで 哲学入門』太陽出版 2003
- 『秘密結社フリーメイソンリー』太陽出版 2006
- 『ドイツ観念論の実践哲学』湯浅愼一 晃洋書房 2006
- 『涙の谷にも花咲き乱れ 私のキリスト教、ドイツ留学、日本』素人社 2012
- 『認識論から存在論へ わかりやすい哲学入門』湯浅愼一 晃洋書房 2017

共著
- 『女の子のための愛と性の生命倫理』井上真理子,羽田登洋共著 太陽出版 2007

### 翻訳
- G.アレン『Insider : 誰もそれを<陰謀>とは知らない』太陽出版 1984
- ジョルジュ・スニデルス『わが子を愛するのはたやすいことではない』細川たかみ共訳 法政大学出版局 1985
- G.アレン, L.エブラハム『Insider : <世界統一>を謀る恐怖のシナリオ』part 1-2 太陽出版 1987
- W.P.ホーア『「世界政府」の胎動 陰謀に彩られた現代史 Insider3』太陽出版 1991
- J.F.マクマナス『見えざる政府CFR ホワイトハウスを操る指令塔』太陽出版 1993

## 論文
- <湯浅慎一